# Cratere Aglaonice
Aglaonice è un cratere sulla superficie di Venere.
Il cratere è dedicato all'astronoma greca Aglaonice.